# Comuna Veliko Trgovišće, Krapina-Zagorje
Veliko Trgovišće este o comună în cantonul Krapina-Zagorje, Croația, având o populație de 4.945 de locuitori (2011).

## Demografie
Componența etnică a comunei Veliko Trgovišće
     Croați (99,41%)
     Necunoscut (0,08%)
     Neclasificat (0,28%)
Componența confesională a comunei Veliko Trgovišće
     Catolici (97,84%)
     Necunoscută (0,69%)
     Alte religii (1,48%)
Conform recensământului din 2011, comuna Veliko Trgovišće avea 4.945 de locuitori. Din punct de vedere etnic, majoritatea locuitorilor (99,41%) erau croați. Apartenența etnică nu este cunoscută în cazul a 0,08% din locuitori. Din punct de vedere confesional, majoritatea locuitorilor (97,84%) erau catolici. Pentru 0,69% din locuitori nu este cunoscută apartenența confesională.